# (966) Muschi
Pour les articles homonymes, voir Muschi.
(966) Muschi est un astéroïde de la ceinture principale découvert le 9 novembre 1921 par l'astronome allemand Walter Baade.
Sa désignation provisoire était 1921 KU.